# Camp d'Alt Garge
 (octobre 2024).
Si vous disposez d'ouvrages ou d'articles de référence ou si vous connaissez des sites web de qualité traitant du thème abordé ici, merci de compléter l'article en donnant les références utiles à sa vérifiabilité et en les liant à la section « Notes et références ».
 (octobre 2024).
Le camp d'Alt Garge est une unité de travail forcé dépendant du camp de concentration de Neuengamme, mise à la disposition des entreprises Heinrich Rosseburg, Grün & Bilfinger et Wayss & Freytag pour y réaliser des travaux de terrassement et de construction.

## Création

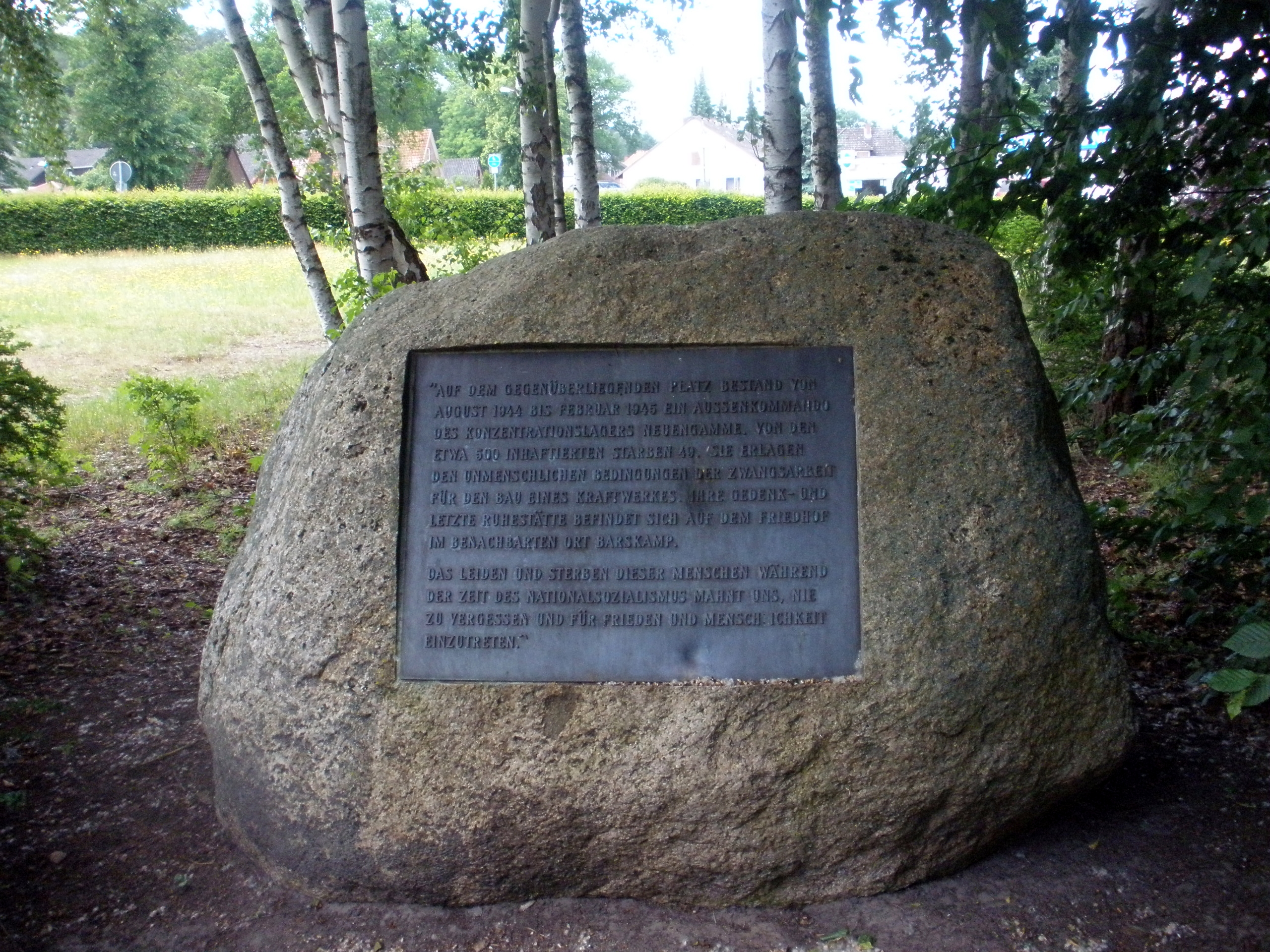
Plaque commémorative rappelant l'existence du Kommando d'Alt Garge et de ses victimes à proximité de l'emplacement du camp.

Le 24 août 1944, environ cinq cents détenus (majoritairement des Polonais survivants de l'insurrection de Varsovie) provenant du camp de concentration de Sachsenhausen sont transférés, dans des wagons de marchandises, à Alt Garge, près de Bleckede, au sud-est de Hambourg. S'y trouvent trois baraques pour les détenus, des lavabos, une cuisine et les hébergements des gardes SS.
Les détenus sont mis à la disposition des entreprises Heinrich Rosseburg, Grün & Bilfinger et Wayss & Freytag qui leur font réaliser des travaux de terrassement et de construction autour d'une centrale thermique au charbon en construction sur les rives de l'Elbe, pour le compte de la Hamburgische Electrizitäts-Werke AG (HEW).
Après deux mois, les détenus inaptes sont renvoyés au camp central de Neuengamme et remplacés par des détenus danois. D'autres retours vers Neuengamme ont lieu en décembre 1944 et janvier 1945.
Il n'est pas possible de déterminer le nombre de détenus morts à Alt Garge : si 49 sont inhumés au cimetière de Bleckede-Barskamp, le nombre des victimes est certainement plus élevé.

## Évacuation
En février 1945, la SS fait évacue le camp de Alt Garge et les détenus sont renvoyés à Neuengamme.

## Mémorial
Une stèle commémorative a été inaugurée le 5 mai 1995 dans le Bürgerpark, en face de l'emplacement du camp. Dans le cimetière de Bleckede-Barskamp, deux pierres commémoratives portant le nom des victimes ont été posées en 1964 sur les tombes de détenus du camp. En 1985, une troisième pierre y a été ajoutée. Depuis le 14 novembre 1985, une plaque rappelle la présence du Kommando extérieur.